# Iphiaulax trichiosoma
Iphiaulax trichiosoma är en stekelart som beskrevs av Cameron 1903. Iphiaulax trichiosoma ingår i släktet Iphiaulax och familjen bracksteklar. Inga underarter finns listade i Catalogue of Life.